# NGC 3683
NGC 3683 é uma galáxia espiral barrada (SBc) localizada na direcção da constelação de Ursa Major. Possui uma declinação de +56° 52' 40" e uma ascensão recta de 11 horas, 27 minutos e 31,7 segundos.
A galáxia NGC 3683 foi descoberta em 18 de Março de 1790 por William Herschel.